# Paolo Besagno
Paolo Besagno (Genova, 1964) è un compositore italiano.
Ha studiato musica elettronica e composizione con Riccardo Dapelo e pianoforte con Giuseppina Schicchi. È iscritto alla SIAE dal 1995 con le qualifiche di compositore e autore della parte letteraria. Dal 1994 ricopre il ruolo di direttore artistico del gruppo I Giovani Canterini di Sant'Olcese, nel quale canta da contræto (contralto).

## Attività

### Premio città di Recanati
Nel 1996 risulta vincitore alla VII edizione del Premio città di Recanati - nuove tendenze della canzone d'autore con il brano O trallalero canson de 'na vitta per squadra di canto popolare genovese. Il brano presentato ha come obiettivo principale quello di utilizzare la squadra di canto - così vengono denominati in Liguria i gruppi a cappella che praticano l'arte polivocale del trallalero genovese - come vero e proprio strumento musicale, cercando di proporre una soluzione alternativa rispetto al binomio cantautore-chitarra e il brano, scritto in lingua genovese, si prestava bene all'arrangiamento per squadra di canto trallalero.

### Canzone d'autore e ricerca sulla lingua genovese
La partecipazione e la vittoria al Premio città di Recanati sono stati uno sprone per continuare l'attività di autore e cantautore, soprattutto per quanto attiene ai testi in lingua ligure. Besagno ha collaborato con diversi autori, tra i quali ricordiamo Carlo Denei e Mike FC, sia in qualità di arrangiatore che di coautore. Nel 2020 pubblica la raccolta Bambòcce sensa i euggi con testi in genovese, curati da Stefano Lusito; nel 2024 pubblica Gh'é o vento ch'o mescia, raccolta di poesie e prose poetiche a cura di Stefano Lusito.

### Musica elettronica
La produzione di Besagno è caratterizzata sostanzialmente dalla musica elettroacustica, studiata e approfondita sotto la guida del M° Riccardo Dapelo. Sono della fine degli anni novanta le sue prime produzioni, tra le quali ricordiamo Allegro Moderabile per suoni di treno, voce di nonno Dria e nastro magnetico, In primo vere, brano sulla circolarità della vita per voci di bimbe e nastro. Nel giugno 2003 presenta il brano in memoria del padre e...tu come saresti? a Synthèse, Festival International des Musiques et Créations Electroniques di Bourges. Il brano viene selezionato ed eseguito al Théâtre Jacques-Cœur di Bourges. Dal 2001 al 2006, periodo durante il quale si tiene annualmente il Festival Synthèse e Bourges é un importante punto di riferimento per la musica elettronica, vengono proposti ed eseguiti i brani: In purissima luce, dedicato all'amico Franco Nocentini prematuramente scomparso; Auto-domestikalia, per suoni di ambiente domestico e nastro; Normalmente, due dedicato a Joseph Marie Jacquard, inventore del telaio; Silvia is so deep, dedicato alla moglie. Nel 2008 il suo brano In primo vere viene selezionato ed eseguito a Emufest, festival internazionale di musica elettronica, curato dal M° Giorgio Nottoli al Conservatorio di Santa Cecilia in Roma. Nel 2015 partecipa a Mascagni Remix- una sezione della rassegna Suoni inauditi curata dal M° Fabio De Sanctis De Benedictis presso L'Istituto Superiore di Studi Musicali "Pietro Mascagni" di Livorno e viene selezionato il suo brano Largo IV per rielaborazione di campioni audio tratti dalle opere di P. Mascagni e nastro magnetico. Il brano viene scritto per essere eseguito sull'impianto di diffusione a 24 canali dell'Auditorium C. Chiti, ubicato nello stesso istituto. Nel 2019 il suo brano Witte Vlam, scritto per rimusicare l'omonimo cortometraggio del periodo del cinema muto, a firma di Charles Dekeukeleire (1930), viene selezionato ed eseguito a Bolzano al festival Rimusicazioni.

### Trallalero genovese
Il lavoro su lingua e tradizioni genovesi non poteva prescindere dallo studio del trallalero, praticato in famiglia fin dalla più tenera età. Il nonno materno Andrea "Dria" Cassissa gli fornisce gli elementi necessari per curare la propria preparazione. Nel 1994 fonda, insieme ai canterini Mario Oliva e Andrea Pedemonte, la squadra di canto popolare I Giovani Canterini di Sant'Olcese, oggi più che mai attiva. Nel 2015, con Rinaldo Marti, field recordist e compositore, dá vita al consort vocale Ethnogenova, attualmente formato, oltre che dallo stesso Besagno (contræto - contralto), da Alberto Sacco (primmo - tenore), Alessandro Campora (controbasso - baritono), Fabrizio Parodi (chitàra - voce chitarra) e Alessandro Ghiglino (basso). Il quintetto ha come obiettivo una proposta di ascolto immersivo nel canto popolare genovese grazie all'utilizzo di un microfono quadrifonico che viene posto al centro del cerchio che formano i cantori e a una patch scritta in ambiente MAX/MSP da Rinaldo Marti. Si tratta di un progetto divulgativo e di educazione alla pratica del trallalero genovese, in particolare nelle scuole secondarie di primo grado. Numerose le sue collaborazioni con l'etnomusicologo Mauro Balma e, tra queste, la realizzazione di alcune registrazioni inerenti alla timbrica della voce etnica chitàra (voce chitarra) propria delle formazioni di trallalero, a scopi di studio. Tali registrazioni sono state utilizzate per la stesura di un capitolo, dedicato all'analisi timbrica voce chitarra e al modo particolare con il quale i canterini ottengono quel suono caratteristico, dall'etnomusicologo Giuliano d'Angiolini nel libro Alle origini del trallalero genovese, di M. Balma e G. d'Angiolini, Ed Nota Music, Udine 2018. Nel 2013 rilascia un'intervista a cura di M. Balma, per il volume Local and Global Understandings of Creativities: Multipart Music Making and the Construction of Ideas, Contexts and Contents - edito da Ardian Ahmedaja, nella quale si dialoga sui metodi di resa e istruzione dei cantori in caso di musica tramandata oralmente o di partiture solo pensate e non trascritte.

### ...ruhe, ruhe!
La ricerca su canzone d'autore, musica elettronica e lingua ligure trova una sintesi nel progetto multimediale ...ruhe, ruhe! Si tratta di un concerto della durata di circa cinquanta minuti dove vengono eseguite otto canzoni in genovese, intervallate da sequenze elettroacustiche e proiezione di immagini e video. Questo progetto, il cui sottotitolo è libero ragionamento sulla sofferenza attraverso le immagini della Passione, è suonato in trio (Sandro Secchi - chitarre e arrangiamenti, Stefano Bosi -fisarmonica, Paolo Besagno - testi, musiche, pianoforte, voce, elettronica.